# Brian Mulroney
Martin Brian Mulroney • PC, CC, GOQ • (Baie-Comeau, 20 de março de 1939 – Palm Beach, 29 de fevereiro de 2024) foi um advogado e político canadense que serviu como Primeiro-ministro do Canadá de 1984 até 1993.
O mandato de Brian Mulroney como primeiro-ministro foi marcado por grandes reformas econômicas, como o tratado de livre-comércio entre Canadá e Estados Unidos, a criação do GST (imposto sobre bens e serviços) e a privatização de várias empresas estatais, embora ele não tenha conseguido reduzir o déficit orçamentário crônico do país. Ele tentou garantir a aprovação do Quebec às emendas constitucionais de 1982 através dos Acordos de Meech Lake e Charlottetown, que propunham reconhecer o Quebec como uma "sociedade distinta" e ampliar os poderes provinciais, mas ambos falharam, reavivando o separatismo quebequense e levando à criação do Bloc Québécois. Seu governo assinou o Acordo de Reivindicações de Terras de Nunavut, fortaleceu os laços com os Estados Unidos, opôs-se ao apartheid na África do Sul e priorizou políticas ambientais. No entanto, a impopularidade do GST, a recessão no início dos anos 1990, o fracasso dos acordos constitucionais e o crescimento do descontentamento no Oeste canadense levaram a uma queda drástica em sua popularidade, culminando em sua renúncia em 1993 e na derrota esmagadora de seu partido nas eleições seguintes.
Após deixar a política, Mulroney atuou como consultor empresarial, mas seu legado permanece controverso devido ao ressurgimento do nacionalismo quebequense e ao escândalo Airbus, que surgiu anos depois de seu governo. Ele morreu em Palm Beach, Flórida, e foi enterrado no Cemitério Notre Dame des Neiges em Montreal